# Natação artística nos Jogos Olímpicos de Verão de 2020 - Equipes
A competição por equipes da natação artística nos Jogos Olímpicos de Verão de 2020 foi disputada em 6 e 7 de agosto de 2021 no Centro Aquático, em Tóquio. Um total de 72 nadadoras de 9 Comitês Olímpicos Nacionais (CON) participaram do evento.

## Qualificação
Um total de 10 equipes se qualificam para o evento. Os dois CONs com o melhor resultado no Campeonato Mundial de Esportes Aquáticos de 2019 se qualificaram. Cada continente também recebeu uma vaga; a África e a Oceania usaram o Campeonato Mundial de Esportes Aquáticos de 2019 para determinar suas classificadas, enquanto os Jogos Pan-Americanos de 2019 e a Champions Cup europeia serviram como eliminatórias para as Américas e Europa, respectivmente. A vaga na Ásia foi garantida ao anfitrião olímpico, o Japão. Os três lugares finais foram determinados através do torneio de qualificação olímpica de 2020.

## Formato
Apenas uma rodada é disputada na competição. Cada equipe realiza uma rotina técnica e uma rotina livre. As pontuações das duas rotinas são somadas para decidir os vencedores gerais. As listas iniciais das rotinas livres e técnicas são decididas por sorteio aleatório.
A rotina técnica deve ser concluída entre 2 minutos e 35 segundos e 3 minutos e 5 segundos. Existem três painéis de cinco juízes para cada rotina. Na rotina técnica, um painel cada considera a execução (30% da pontuação), impressão (30%) e elementos (40%). Os juízes de execução e impressão dão uma pontuação única, enquanto os juízes de elementos dão uma pontuação para cada elemento. As pontuações variam entre 0 e 10, com incrementos de 0,1 ponto. A pontuação mais alta e mais baixa de cada painel (incluindo dentro de cada elemento, para o painel de elementos) são descartadas. As pontuações restantes são calculadas em média e ponderadas pela porcentagem desse painel, com as pontuações dos elementos ponderadas dentro do painel do elemento por grau de dificuldade. A pontuação máxima possível é 100. A rotina deve conter duas partes em destaque, um com o time completo e outro com o time dividido em subgrupos. Também deve conter uma cadência, um círculo e uma linha reta, além de existir cinco elementos obrigatórios que devem ser feitos em ordem.
Os limites de tempo da rotina livre são de 3 minutos e 45 segundos a 4 minutos e 15 segundos. Não há restrição na rotina, exceto que há um máximo de seis movimentos acrobáticos. Os três painéis da rotina livre consideram execução (30% da nota), impressão artística (40%) e dificuldade (30%). Cada juiz dá uma pontuação única. A pontuação mais alta e mais baixa de cada painel são descartadas, com as pontuações restantes calculadas e ponderadas. A pontuação máxima possível é 100.

## Calendário
Horário local (UTC+9)
| Data                | Horário | Fase           |
| ------------------- | ------- | -------------- |
| 6 de agosto de 2021 | 19:30   | Rotina técnica |
| 7 de agosto de 2021 | 19:30   | Rotina livre   |

## Medalhistas
|  | ROC |  | CHN China                                                                                   |  | UKR Ucrânia |
|  | Vlada Chigireva Marina Goliadkina Svetlana Kolesnichenko Polina Komar Alexandra Patskevich Svetlana Romashina Alla Shishkina Maria Shurochkina |  | Feng Yu Guo Li Huang Xuechen Liang Xinping Sun Wenyan Wang Qianyi Xiao Yanning Yin Chengxin |  | Maryna Aleksiiva Vladyslava Aleksiiva Marta Fiedina Kateryna Reznik Anastasiya Savchuk Alina Shynkarenko Kseniya Sydorenko Yelyzaveta Yakhno |

## Resultados
As equipes com as três melhores pontuações somando-se a rotina técnica e a rotina livre conquistaram as medalhas.
| Pos.              | CON           | Nadadoras | Rotina técnica | Rotina livre | Total    |
| ----------------- | ------------- | --- | -------------- | ------------ | -------- |
| Medalha de ouro   | ROC           | Vlada Chigireva Marina Goliadkina Svetlana Kolesnichenko Polina Komar Alexandra Patskevich Svetlana Romashina Alla Shishkina Maria Shurochkina                     | 97.2979        | 98.8000      | 196.0979 |
| Medalha de prata  | CHN China     | Feng Yu Guo Li Huang Xuechen Liang Xinping Sun Wenyan Wang Qianyi Xiao Yanning Yin Chengxin                                                                        | 96.2310        | 97.3000      | 193.5310 |
| Medalha de bronze | UKR Ucrânia   | Maryna Aleksiiva Vladyslava Aleksiiva Marta Fiedina Kateryna Reznik Anastasiya Savchuk Alina Shynkarenko Kseniya Sydorenko Yelyzaveta Yakhno                       | 94.2685        | 96.0333      | 190.3018 |
| 4                 | JPN Japão     | Juka Fukumura Yukiko Inui Moeka Kijima Okina Kyogoku Mayu Tsukamoto Akane Yanagisawa Mashiro Yasunaga Megumu Yoshida                                               | 93.3773        | 94.9333      | 188.3106 |
| 5                 | ITA Itália    | Beatrice Callegari Domiziana Cavanna Linda Cerruti Francesca Deidda Costanza Di Camillo Costanza Ferro Gemma Galli Enrica Piccoli                                  | 91.3372        | 92.8000      | 184.1372 |
| 6                 | CAN Canadá    | Emily Armstrong Rosalie Boissonneault Andrée-Anne Côté Camille Fiola-Dion Claudia Holzner Audrey Joly Halle Pratt Jacqueline Simoneau                              | 91.4992        | 92.5333      | 184.0325 |
| 7                 | ESP Espanha   | Ona Carbonell Berta Ferreras Meritxell Mas Alisa Ozhogina Paula Ramírez Sara Saldaña Iris Tió Blanca Toledano                                                      | 90.3780        | 91.5333      | 181.9113 |
| 8                 | EGY Egito     | Laila Ali Nora Azmy Hanna Hiekal Maryam Maghraby Farida Radwan Nehal Saafan Shahd Samer Jayda Sharaf                                                               | 77.9147        | 80.0000      | 157.9147 |
| 9                 | AUS Austrália | Carolyn Rayna Buckle Hannah Burkhill Kiera Gazzard Alessandra Ho Kirsten Kinash Rachel Presser Emily Rogers Amie Thompson                                          | 75.6351        | 77.3667      | 153.0018 |
| 10                | GRE Grécia    | Maria Alzigkouzi Kominea Eleni Fragkaki Krystalenia Gialama Pinelopi Karamesiou Andriana Misikevych Evangelia Papazoglou Evangelia Platanioti Georgia Vasilopoulou | DNS            | DNS          | DNS      |